# Ondřej Král
Ondřej Král (* 15. April 1999 in Most) ist ein tschechischer Badmintonspieler. 

## Karriere
Ondřej Král gewann 2021 seinen ersten Titel bei den nationalen Meisterschaften in Tschechien. 2022 und 2023 folgten weitere Siege. 2024 siegte er bei den Czech International, den Mexico International und den Azerbaijan International und qualifizierte sich damit für Olympia. Bei den Olympischen Spielen in Paris 2024 schied er im Herrendoppel dann jedoch schon in der Vorrunde aus.